# Гунтер
Гунтер — один з головних персонажів середньовічної епічної поеми «Пісня про Нібелунгів». Король бургундів, старший брат Гернота, Гізельгера та Крімгільди, згодом чоловік ісландської королеви Брунгільди. Історичним прототипом цього персонажа був король Бургундії Гундагар, який правив у 413–436 роках.